# Leimatu'a
Leimatu'a è un distretto delle Tonga della divisione di Vava'u con 2 873 abitanti (censimento 2021).

## Località
Di seguito l'elenco dei villaggi del distretto (tutti sull'isola principale di Vava'u, 'Utu Vava'u):
- Leimatu'a - 1 429 abitanti
- Holonga - 414 abitanti
- Feletoa - 476 abitanti
- Mataika - 554 abitanti

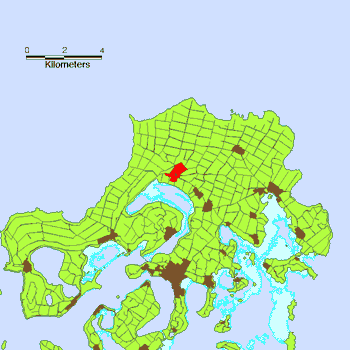
Posizione del villaggio Leimatu'a, sull'isola Vava'u.
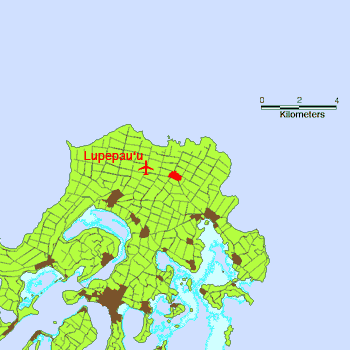
Posizione del villaggio Holonga, sull'isola Vava'u.
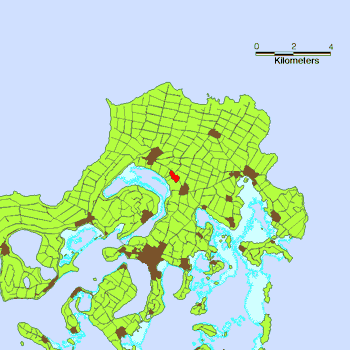
Posizione del villaggio Feletoa, sull'isola Vava'u.
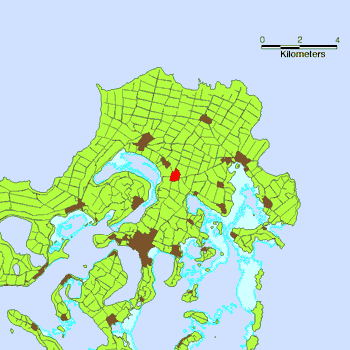
Posizione del villaggio Mataika, sull'isola Vava'u.